# Имперский шлем

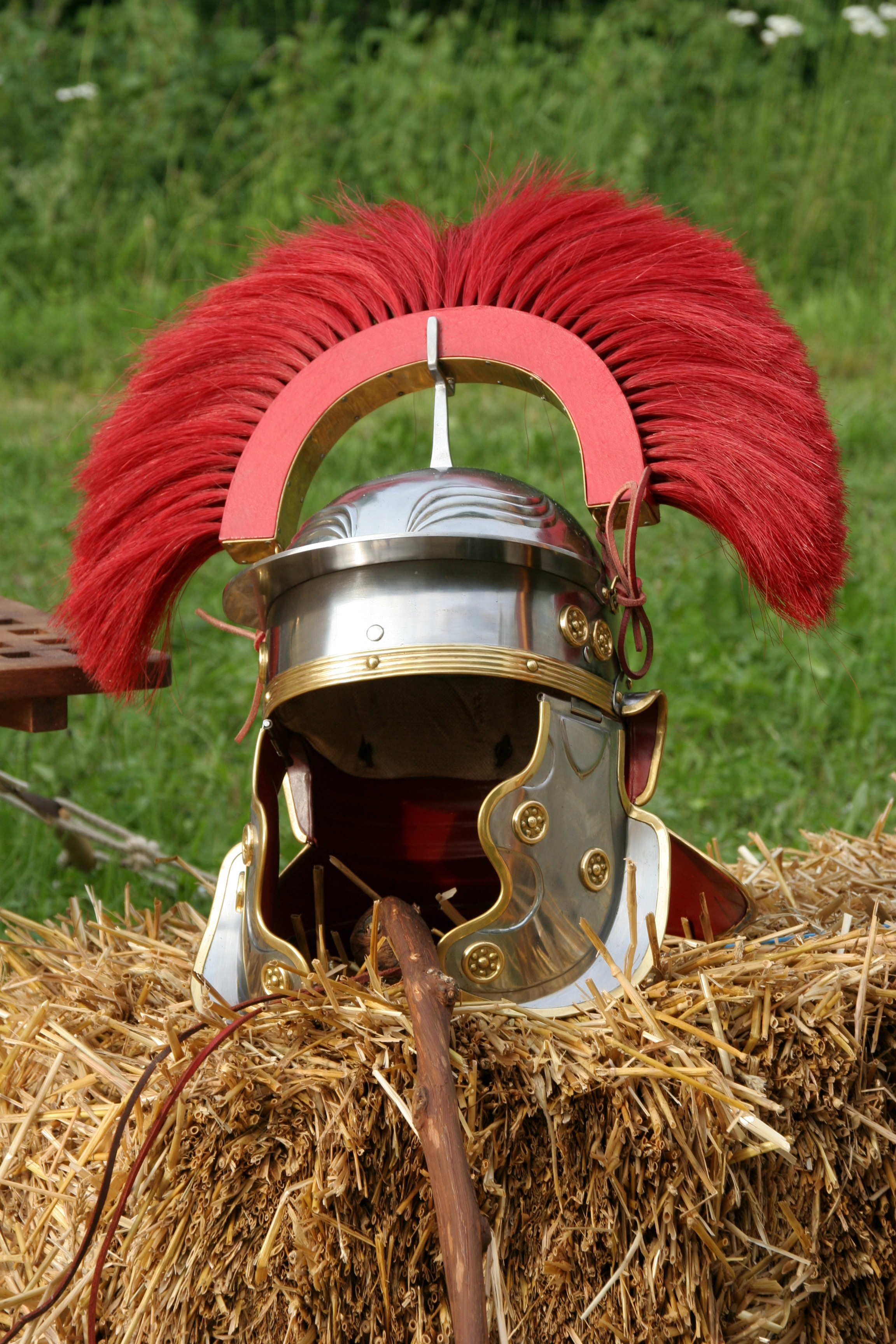
Шлем центуриона (I—II в. н. э.)

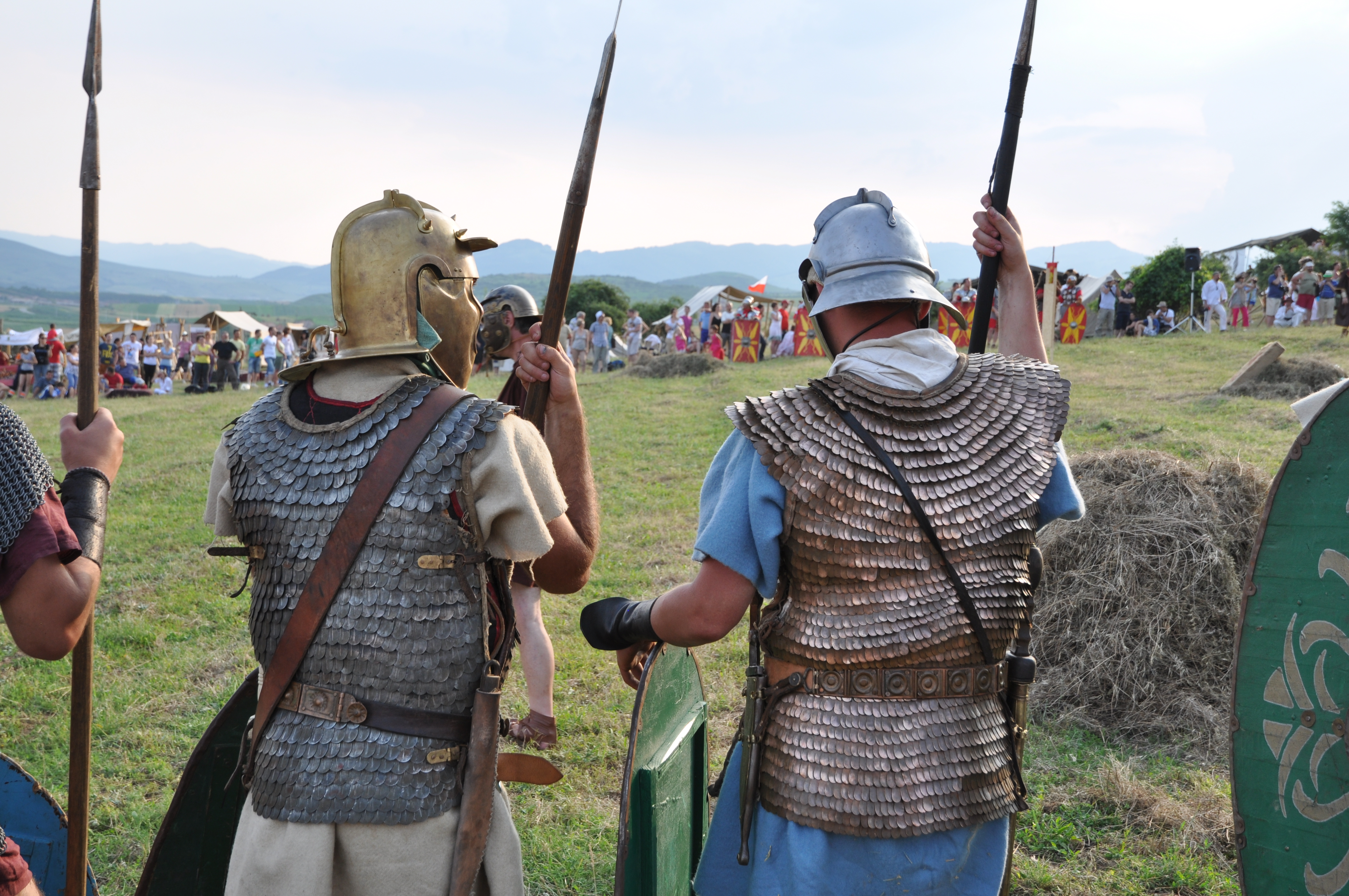
Купол шлема дополнительно укрепляют двумя наложенными сверху полосами металла, расположенными крест-накрест, позднее такие накладки делают в виде выступающих валиков, практически рёбер жёсткости.

Имперский шлем — тип шлема, использовавшегося римскими легионерами в I—III веках н. э. В Германии такие шлемы известны как тип Вайзенау (Weisenau), по месту находки некоторых экземпляров. Разделялись на два похожих между собой подтипа: имперский галльский и имперский италийский, различие заключалось в основном в том, что галльские шлемы имели рельефное изображение бровей на лобной части. Имперский галльский подтип вёл своё происхождение от шлемов древних кельтов, а италийский — от шлемов типа «Монтефортино». Вспомогательная пехота использовала похожие шлемы, но более простые и сделанные из бронзы.

## Описание
Купол шлема полусферической формы, козырёк в виде пластины, закреплённой несколько выше нижнего края шлема, характерный широкий назатыльник и подвижные нащёчники. Примерно с 25 года н. э. полукруглые ушные вырезы обрамляются отогнутым наружу краем, защищавшим уши от рубящих ударов, направленных сверху и сбоку. Примерно с конца 80 г.г. I в.н. э.(после Дакийских войн императора Домициана) купол шлема дополнительно укрепляют двумя наложенными сверху круглыми в сечении полосами металла, расположенными крест-накрест, для защиты от ударов дакийских фальксов, позднее (со II в.н. э.) такие накладки делают в виде выступающих рёбер жёсткости. Обычным материалом изготовления шлемов служило железо, реже бронза. Железные экземпляры могли украшаться бронзовыми накладками. На большинстве шлемов вверху по центру имелось отверстие для установки держателя гребня, представлявшего собой металлическую «вилку» Y-образной формы, дополнительно гребень фиксировался спереди и сзади расположенными на шлеме крючками. Шлем удерживался двумя ремнями, прикреплёнными к назатыльнику и скрещивающимися в районе подбородка, также они удерживали нащёчники.
Имперский шлем явил собой вершину римского оружейного искусства, соединяя в себе предельную утилитарность и высокую эстетику.